# Moung Ruessei
Moung Ruessei là một huyện (‘‘srok’’) của tỉnh Battambang, một tỉnh ở tây bắc Campuchia.

## Hành chính
Huyện này được chia thành 11 xã (khum).

### Xã và làng
| Khum (xã)     | Phum (làng) |
| ------------- | --- |
| Moung         | Paen, Ou Krabau, Kaoh Char, Ruessei Muoy, Roluos, Ruessei Pir, Kansai Banteay, Ra, Daeum Doung, Moung, Pralay, Ta Tok Muoy, Ta Tok Pir            |
| Kear          | Run, Roka Chhmoul, Anlong Sdau, Pou Muoy, Pou Pir, Kear Muoy, Kear Pir, Kear Bei, Ou Kriet, Ream Kon, Ta Nak                                      |
| Prey Svay     | Kor, Cham Ro'a, Thnal Bambaek, Rumchek, Tuol Thnong, Kalaom Phluk, Srama Meas, Prey Svay, Prey Preal                                              |
| Ruessei Krang | Neak Ta Tvear, Yeun Mean, Tuol Snuol, Chrey Run, Tuol Roka, Nikom Kraom, Srah Chineang, Pech Changvar, Ampil Chhung, Thnal Bat                    |
| Chrey         | Doun Tri, Angkrong, Tuol Ta Thon, Mreah Prov, Chrey Muoy, Chrey Pir, Chrey Cheung, Chong Chamnay                                                  |
| Ta Loas       | Ma Naok, Suosdei, Sdei Stueng, Stueng Thmei, Veal, Voat Chas, Chong Pralay, Pralay Sdau, Tras                                                     |
| Kakaoh        | Tuol Prum Muoy, Tuol Prum Pir, Chak Touch, Chak Thum, Kakaoh, Srae Ou, Ph'ieng                                                                    |
| Prey Touch    | Koun Khlong, Dob Krasang, Thmei, Prey Touch, Prean Nil, Stueng Chak                                                                               |
| Robas Mongkol | Boeng Bei, Kuoy Chik Dei, Preaek Am, Koun K'aek Muoy, Koun K'aek Pir, Robas Mongkol, Anlong Koub, Prey Prum Muoy, Prey Prum Pir                   |
| Prek Chik     | Seim, Khnach Ampor, Chke Kham Prues, Prek Ta Ven, Prek Chik                                                                                       |
| Prey Tralach  | Sdok Pravoek, Prey Tralach, Kos Thom, Srah Kuy, Muk Ra, Svay Yar, Toul Svay, Prah Andong, Toul Koki, Prey Khloat, Pen, Chung Por, Roong, Ta Preat |